# Enlèvement du Prince
 (mars 2025).
Si vous disposez d'ouvrages ou d'articles de référence ou si vous connaissez des sites web de qualité traitant du thème abordé ici, merci de compléter l'article en donnant les références utiles à sa vérifiabilité et en les liant à la section « Notes et références ».
L'enlèvement du Prince est un évènement qui a eu lieu en 1801 dans l'océan Indien pendant les guerres révolutionnaires (1792-1802), quelques mois avant la paix d'Amiens de 1802.

## Contexte
Le Prince est un vaisseau anglais de la Compagnie des Indes de 1000 tonneaux avec 126 hommes européens et indiens, le capitaine Patrick Scott, parti de Madras le 18 octobre 1801 pour l'Angleterre. Il avait 426 prisonniers français à bord, dont 46 officiers sur parole d'honneur.

## Enlèvement
Le 28 octobre 1801 vers 17h50 du soir, conduits par Joseph Laurent Pinau, les 380 soldats Français se sont posés sur le gaillard d'arrière et après le signal de trois coups de cloche et armés de cabillots et de billettes de bois se sont emparés du capitaine, officiers, passagers et équipage. Le capitaine, les officiers et les passagers ont été relégués dans leurs chambres et l'équipage dans l'entrepont. Aucun d'entre eux a été maltraité. 
Le citoyen Pinau a pris le commandement du navire en suivant le même cours, car le Prince était accompagné du HMS Suffolk (74 canons) et de trois navires de la Compagnie des Indes : le Lord Thurlow, l'Extra Ship & le Gillevell qui ont eu aucune connaissance de cet enlèvement. On a profité du mauvais temps et de l'obscurité de la nuit pour changer de route vers 20 heures du soir. Une heure et demie après on ne voyait plus les autres navires et le lendemain on a remis la bonne route pour Port-Louis, Île de France.